# Джантар-Мантар (Варанасі)
Джантар Мантар — індійська астрономічна обсерваторія, побудована у Варанасі в 1737 році магараджею Джаєм Сінґхом II з королівства Амбер (пізніше названого Джайпуром), одна з п'яти обсерваторій, побудованих Джаєм Сінґхом II.

## Історія
Магараджа Джай Сінґх II глибоко цікавився наукою та добре знався на астрономії. На початку XVIII століття він послав своїх вчених до кількох країн для вивчення будівництва обсерваторій і технології астрономічних інструментів. Вчені повернулися зі своїми спостереженнями та багатьма книгами з астрономії. Згодом, між 1724 і 1737 роками, Джай Сінґх II побудував п'ять обсерваторій у Джайпурі, Матхурі, Делі, Удджайні та Варанасі.
Однак існує також вказівка на те, що обсерваторію могли побудувати ще раніше. Згідно з «Зібраними творами Дхарампала», Роберт Баркер у 1772 році написав, що обсерваторія була побудована приблизно за 200 років тому раджею Маунсінгом, сином Джісінга. Він писав: «Основною цікавинкою тут є обсерваторія, побудована Маунсінгом, сином Джісінга, близько 200 років тому; тут є надзвичайно гарна фрескова арка, вирізана на тонкій штукатурці з чунаму, настільки тонкій і гладкій, що вона має зовнішній вигляд мармуру; хоча вона, безумовно, дуже стара, він все ще ідеальна».

## Призначення
Джантар-Мантар був побудований з метою вимірювання місцевого часу, висоти місцевості, а також вимірювання схилення Сонця, зір і планет і визначення затемнень. Рух, швидкість і властивості зір і планет спостерігали за допомогою кількох спеціальних приладів.